# Melodier och fåglar
Melodier och fåglar är Sagor & Swings andra studioalbum, utgivet på skivbolaget Häpna 2002.
Låten "Apollons aftonsång" användes i filmen Ett öga rött (2007) och låten "In i skogen" i TV-serien Allt faller (2013).

## Låtlista
Alla låtar är skrivna av Eric Malmberg.
1. "Apollons aftonsång" - 4:36
2. "In i skogen" - 4:52
3. "Klonkmelodin" - 2:04
4. "Flickan och jätten" - 3:13
5. "Valsen fortsätter vidare" - 3:03
6. "En dag i Ruperts rike" - 4:26
7. "Aningar" - 1:17
8. "Fantasilandet raseras" - 5:33
9. "Vagga min själ" - 3:40
10. "Efterklanger" - 4:42

## Personal
- Eric Malmberg - orgel, synthesizer, design, mixning
- Ulf Möller - trummor, inspelning
- Johan Berthling, Klas Augustsson - design (cd)
- Klas Augustsson - mastering
- Maria Larsson - fotografering (skivans bak- och insida)
- Leopold Trattinick - formgivning

## Mottagande
Allmusic gav skivan betyget 4/5 och skrev vidare "he plays the cutest tunes as if the world was a perfect place to live in." Rough Trade kallade skivan "absolute classic". Bomben gav betyget 9/10 och utnämnde albumet till årets bästa svenska skiva. Tidningen Sonic gav skivan 8/10 och skrev vidare "Den som gillade fullängdsdebuten Orgelfärger kommer att älska Melodier och fåglar. Sagor & Swing är fortfarande samma söta band, ljudbilden är fortfarande lika försiktig och låtarna... herregud, låtarna! Från Eric Malmbergs fingerspetsar strömmar melodier så episka att man måste blicka mot verk av folk som Jean-Michel Jarre för att kunna hitta dess gelikar." Svenska Dagbladet gav betyget 4/6.